# Antonín Hojer
Antonín Hojer (ur. 31 marca 1894 w Pradze, zm. 21 października 1964) – czechosłowacki piłkarz, grający na pozycji obrońcy.

## Kariera klubowa
Karierę rozpoczął w SK Letná. W 1913 przeszedł do Sparty Praga. Grał tam do 1931. Rozegrał dla tego klubu 483 mecze i strzelił 123 gole (w lidze 91 spotkań i 34 bramki).

## Kariera reprezentacyjna
W reprezentacji Czechosłowacji zadebiutował 28 sierpnia 1920 w wygranym 7:0 meczu z Jugosławią. Ostatni pojedynek rozegrał 14 czerwca 1930 przeciwko Hiszpanii (wygrana 2:0). Łącznie w kadrze wystąpił w 35 spotkaniach i strzelił 3 gole. Był członkiem czechosłowackiej kadry na Letnie Igrzyska Olimpijskie 1920 i Letnie Igrzyska Olimpijskie 1924. W 1920 rozegrał 4 mecze, a w 1924 – 2 lub 3.

## Życie prywatne
Jego brat František również był piłkarzem i wystartował na igrzyskach olimpijskich w 1924.